# Bagnacavallo
Bagnacavallo és una ciutat italiana de la província de Ravenna a la regió Emília-Romanya. A uns 20 km de Ravenna i 10 de Lugo, està situada gairebé al nivell del mar. Amb 17.000 habitants les seves fraccions són: Villanova, Glorie, Traversara, Prati, Boncellino, Masiera i Rosetta.

## Lloc i monuments
- Piazza della Libertà, amb diversos monuments com la Col·legiata de San Michele Arcangelo, que té al darrere l'altar pintat per Bartolomeo Ramenghi (1484-1542); el campanar barroc que no es va acabar fins al 1859 i fou obra d'Andrea Galegati un artista local; el Teatre Comunal Goldoni (construït entre 1840 i 1845 segons disseny de l'arquitecte de Bolonya Filippo Antolini), el Palazzo Comunale (acabat el 1803 sota projecte del imolès Cosimo Morelli); la Torre Cívica, de 35 metres, típic del període comunal; l'església del Suffragio, un edifici barroc; i el Palazzo Vecchio, del segle xiii però reformat diverses vegades, que conté pintures del segle xvii recollides de la Sala Oriani al convent de San Francesco i entre els quals un quadre del Ventenati, pintor veronès.

- Església de Santa Maria della Pace amb un quadre de G. Battista Ramenghini, fill de Bartolomeo Ramenghini, datada el 1585.

- Convent de San Francesco (Piazza Carducci), construïda sobre una església romano-gòtica segons projecte de l'arquitecte Gioacchino Tomba, d'estil neoclàssic, amb certes pintures rellevants : una del segle xiv de l'escola riminesa, un relleu funerari de Tiberto VI Brandolini del segle xiv, quatre estàtues d'Antonio Trentanove, i dues teles de Tommaso Missiroli, del segle xvii.

- Convent de San Giovanni del segle xiv (reformat) amb església del segle xvii amb diverses pintures dels segles xvii i xviii, en el qual va morir Allegra, la filla de Lord Byron, el 1821.

- Basílica di San Pietro in Sylvis, a 1 km de la ciutat en direcció a Fusignano, del segle VII.

## Història
Es creu que fou una ciutat romana el nom de la qual podria haver estat Tiberiacum (per l'emperador Tiberi), però que va tenir diversos noms: Gabrium, Gabellum, Magna, Tulliacula, Ad Caballos per arribar finalment, a l'alta edat mitjana al seu actual nom de Bagnacavallo, assignat perquè l'aigua de la zona tenia efectes curatius en els cavalls que s'hi banyaven.
Va passar als ostrogots i d'aquestos a l'exarcat de Ravenna. Al començament del segle VII els romans d'Orient van construir l'església de San Pietro in Sylvis, exemple clàssic de l'arquitectura sacra de l'exarcat; poc després fou ocupada pels llombards però el 756 aquestos foren derrotats per Pipí que la va donar al Papa.
Al segle xi va quedar en poder del comte Malvicini o Malaboca, que sembla que pertanyia a una branca col·lateral dels comtes Brandolini. La comtessa Carolina es va casar amb Guido Novello da Polenta, de Ravenna, que va fer algunes donacions a la ciutat i va hostejar a Dante Alighieri al seu darrer exili; fou reconquerida per l'Església el 1248 pel cardenal Ottavio Ubaldini, i el 1250 el comú va afermar la seva independència, però el 1256 va ser ocupada pels bolonyesos i al cap d'un temps van retornar els Malvicini, i després altra vegada els bolonyesos. El 1305 se'n va apoderar el comte de Cunio, del que va passar als Manfredi, que la van regir com a vicaris pontificis (1335). Dos membres de la família foren senyors només a Bagnacavallo: Malatestí Manfredi i el seu fill Francesc Manfredi de Bagnacavallo.
El 1350 fou ocupada pels Polentani senyors de Ravenna, però va tornar als Manfredi com a vicaris pontificis fins al 1357 en què Gregori XI la va cedir a Giovanni Hawkwood (Giovanni Acuto), condottieri angles, que va tenir la senyoria per set anys i la va vendre al marquès de Ferrara. Va romandre en poder de la casa d'Este fins al 1598, quan fou recuperada per l'Església sota el pontífex Climent VIII Aldobrandini.
El 1797, després de la invasió francesa, va ser part de la República Cispadana, i després de la República Cisalpina, dins del departament del Rubicone (equivalent a la província de Forlì). El 1815 Bagnacavallo va tornar als Estats Pontificis i fou agregada a la província de Ferrara i elevada a ciutat per una breu de Lleó XII del 26 de setembre de 1828. Fou unida Itàlia el 1860, passant definitivament a la província de Ravenna.

## Fills il·lustres
- Bartolommeo Ramenghi (1484 - 1542), pintor, també anomenat Bagnacavallo
- Pietro Bubani (1806- 1888), botànic
- Cesare Spadoni (s. XIX-XX), tenor